# Undine (2020)
Undine ist ein deutsch-französischer Spielfilm von Christian Petzold aus dem Jahr 2020. Das Liebesdrama mit Paula Beer und Franz Rogowski in den Hauptrollen orientiert sich an dem Undine-Mythos. Der Regisseur Petzold, der auch das Drehbuch schrieb, verlegte die Sage um die unheilvolle Wasserfrau ins Berlin der Gegenwart. Es handelt sich um den ersten Teil einer geplanten Filmtrilogie über Figuren der deutschen Romantik.
Die Uraufführung fand am 23. Februar 2020 im Wettbewerb der 70. Internationalen Filmfestspiele Berlin statt, wo Paula Beer den Silbernen Bären für die beste Darstellerin gewann und später auch den Europäischen Filmpreis erhielt. Der reguläre deutsche Kinostart musste aufgrund der COVID-19-Pandemie mehrfach verschoben werden und wurde auf den 2. Juli 2020 festgesetzt.

## Handlung
Berlin, in der Gegenwart: Die promovierte Historikerin Undine arbeitet in der Senatsverwaltung für Stadtentwicklung und Wohnen im Haus am Köllnischen Park und bietet Stadtmodellführungen für deutsche und internationale Gäste an. Als ihr Freund Johannes im Café am Märkischen Museum nahe ihrer Arbeitsstelle die Absicht verkündet, sich von ihr trennen zu wollen, wird die unpersönlich in der Großstadt lebende junge Frau von einem Fluch eingeholt. Undine ist ein Elementargeist und dazu bestimmt, den Verrat ihres Freundes mit dessen Tod zu rächen und ins Wasser zurückzukehren, aus dem sie einst gerufen wurde. Aber Undine wehrt sich gegen diese Bestimmung und will weder ihren Freund töten noch Berlin verlassen.
Durch Zufall macht Undine kurze Zeit später die Bekanntschaft von Christoph, der als Industrietaucher an Staumauern im Rheinland und im Bergischen Land arbeitet. Undine verliebt sich in ihn, und beide verbringen trotz Fernbeziehung eine glückliche Zeit miteinander. Christoph ist von ihrer Bildung beeindruckt und zeigt ihr seine Welt unter Wasser, die sie schon kennt. Als sie durch Zufall Johannes wiedertrifft, der sich anscheinend in einer unglücklichen Beziehung befindet und Undine zurückerobern möchte, lässt sie ihn abblitzen. Am Abend ruft Christoph an und fragt sie eindringlich, ob sie damals an dem Tag, als sie sich kennenlernten, auf jemand gewartet habe. Undine verneint dies, doch Christoph hatte die zufällige Begegnung mit Johannes beobachtet und die richtigen Schlüsse gezogen. Enttäuscht beendet er das Gespräch und verweigert weiteren Kontakt. Undine fährt am nächsten Tag zu ihm und erfährt, dass er im Stausee einen Tauchunfall erlitten habe und im Krankenhaus für hirntot erklärt worden sei. Christophs Arbeitskollegin Monika, die an seinem Bett sitzt, gerät in Wut, als Undine ihr von dem Telefonat am Vorabend erzählt, weil der Unfall sich schon am Nachmittag ereignet habe. Irritiert fährt Undine zurück nach Berlin und schleicht sich zum Wohnhaus von Johannes und seiner Freundin, wo sie den im Pool schwimmenden Johannes ertränkt. Anschließend kehrt sie selbst ins Wasser zurück. In dem Moment, als sie dort versinkt, schreckt Christoph quicklebendig in seinem Krankenhausbett auf. Als er nach seiner Genesung in Berlin nach ihr sucht, erfährt er nur, dass sie schon lange nicht mehr gesehen worden sei. Ihre Wohnung hat seit drei Monaten andere Mieter.
Die Erzählung springt zwei Jahre vorwärts. Christoph ist nun glücklich mit Monika liiert, die von ihm ein Kind erwartet. Für einen Arbeitsauftrag kehrt er an den Ort seines früheren Unfalls am Stausee zurück. Bei Schweißarbeiten unter Wasser nimmt er Undines Hand auf seinem Handschuh wahr, schaut auf und sieht Undine im Wasser treiben. Auf den Videoaufnahmen seiner Kopfkamera ist jedoch nichts davon zu sehen. In der folgenden Nacht geht er heimlich ins Wasser und sucht nach ihr. Monika folgt ihm und beobachtet entsetzt, wie er ohne Tauchequipment im Wasser verschwindet; sie hält ihn aber auch nicht davon ab oder holt Hilfe. Unter Wasser trifft Christoph auf Undine, beide halten sich kurz an den Händen. Oben sitzt Monika weinend am Geländer der Staumauer. Christoph tritt zu ihr und tröstet sie, in der Hand hält er die kleine Taucherfigur, die er einst Undine geschenkt hatte. Zum Schluss sieht man, aus einer im Wasser versinkenden Perspektive, wie sich Christoph und Monika langsam vom See entfernen.

## Hintergrund
Undine ist der erste Teil einer geplanten Trilogie von Petzold, die sich der deutschen Romantik und dabei speziell des Motivs der Elementargeister annehmen soll. In den folgenden Filmen will sich Petzold thematisch Luft- bzw. Erdgeistern widmen.

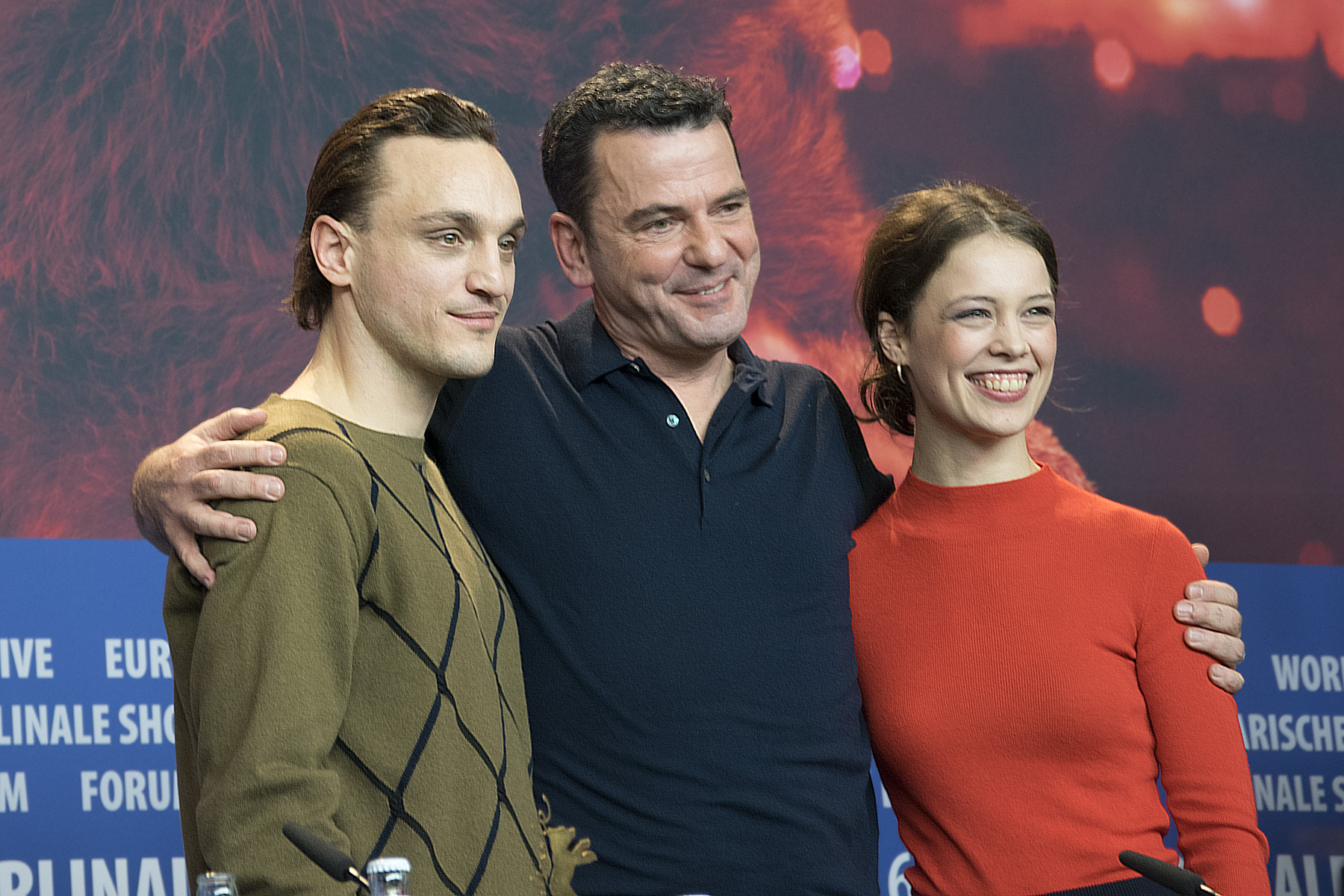
Franz Rogowski, Christian Petzold und Paula Beer bei der Präsentation ihres gemeinsamen Films Transit auf der Berlinale 2018.

Für die Hauptrollen wurden Paula Beer und Franz Rogowski verpflichtet, die bereits in Petzolds vorangegangenen Film Transit (2018) tragende Rollen bekleidet hatten. Auch arbeitete der Regisseur erneut mit seinem Stamm-Kameramann Hans Fromm, seiner Stamm-Editorin Bettina Böhler sowie seinen -Produzenten Florian Koerner von Gustorf und Michael Weber zusammen. Undine entstand als ZDF-Kinoproduktion von Schramm Film Koerner & Weber mit der französischen Produktionsfirma Les Films du Losange (Ko-Produzentin ist Margaret Ménégoz), Arte und Arte France Cinéma. Gefördert wurde der Film von der Filmförderungsanstalt (FFA) mit 346.000 Euro, vom BKM, Medienboard Berlin-Brandenburg, dem Deutschen Filmförderfonds (DFFF) und der Film- und Medienstiftung NRW (Fördersumme: 180.000 Euro).
Die Dreharbeiten begannen im Juli 2019 und endeten im August. Der deutsche Kinostart im Verleih von Piffl Medien war ursprünglich am 26. März 2020 vorgesehen. Nach dem weltweiten Ausbruch von COVID-19 wurde die Veröffentlichung des Films in Deutschland zuerst auf den 11. Juni und dann auf den 2. Juli 2020 verschoben. The Match Factory hat die weltweiten Verwertungsrechte übernommen.

### Drehorte
Die Studioaufnahmen wurden im Filmstudio Babelsberg in Potsdam vorgenommen. Hier entstanden auch die Unterwasseraufnahmen in Deutschlands größter Anlage für Dreharbeiten über und unter Wasser, dem größten der Wassertanks von Studio Babelsberg.
Außendreharbeiten fanden außer in Berlin auch in Nordrhein-Westfalen statt, hier sind der Bahnhof Lüdenscheid-Brügge und die Eschbachtalsperre die wichtigsten Schauplätze.

## Rezeption
Nach seiner Premiere auf der Berlinale erhielt der Film überwiegend positive Kritiken. Im internationalen Kritikenspiegel der britischen Fachzeitschrift Screen International erhielt Undine 3,1 von vier möglichen Sternen. Damit belegte der Film hinter dem US-amerikanischen Beitrag Niemals Selten Manchmal Immer (3,4 Sterne) und Days (3,3) aus Taiwan einen 3. Platz unter allen 18 Berlinale-Wettbewerbsfilmen.
Wenke Husmann sieht in Petzolds Bearbeitung eine „moderne Erzählung“. In ihrer Kritik für Die Zeit schreibt sie, Petzold strebe weniger eine romantische Aufheizung wie bei Ludwig Tieck (in „Sehr wunderbare Historie von der Melusina“) oder Friedrich de la Motte Fouqué an, sondern einen Perspektivwechsel, wie ihn schon Ingeborg Bachmann in ihrer Erzählung Undine geht vollzog: „Seine Undine will den Fluch brechen, ihr Schicksal selbst bestimmen, nicht mehr morden müssen, sondern gehen können und neu lieben. Sie will nicht mehr länger Phantasma, also Objekt sein, sondern endlich Subjekt werden. ( ... ) Dass, wer will, den Plot auch gesellschaftspolitisch lesen kann, entspricht Petzolds filmischem Realismus und seinem Faible für Erzählungen über Frauen.“

## Auszeichnungen

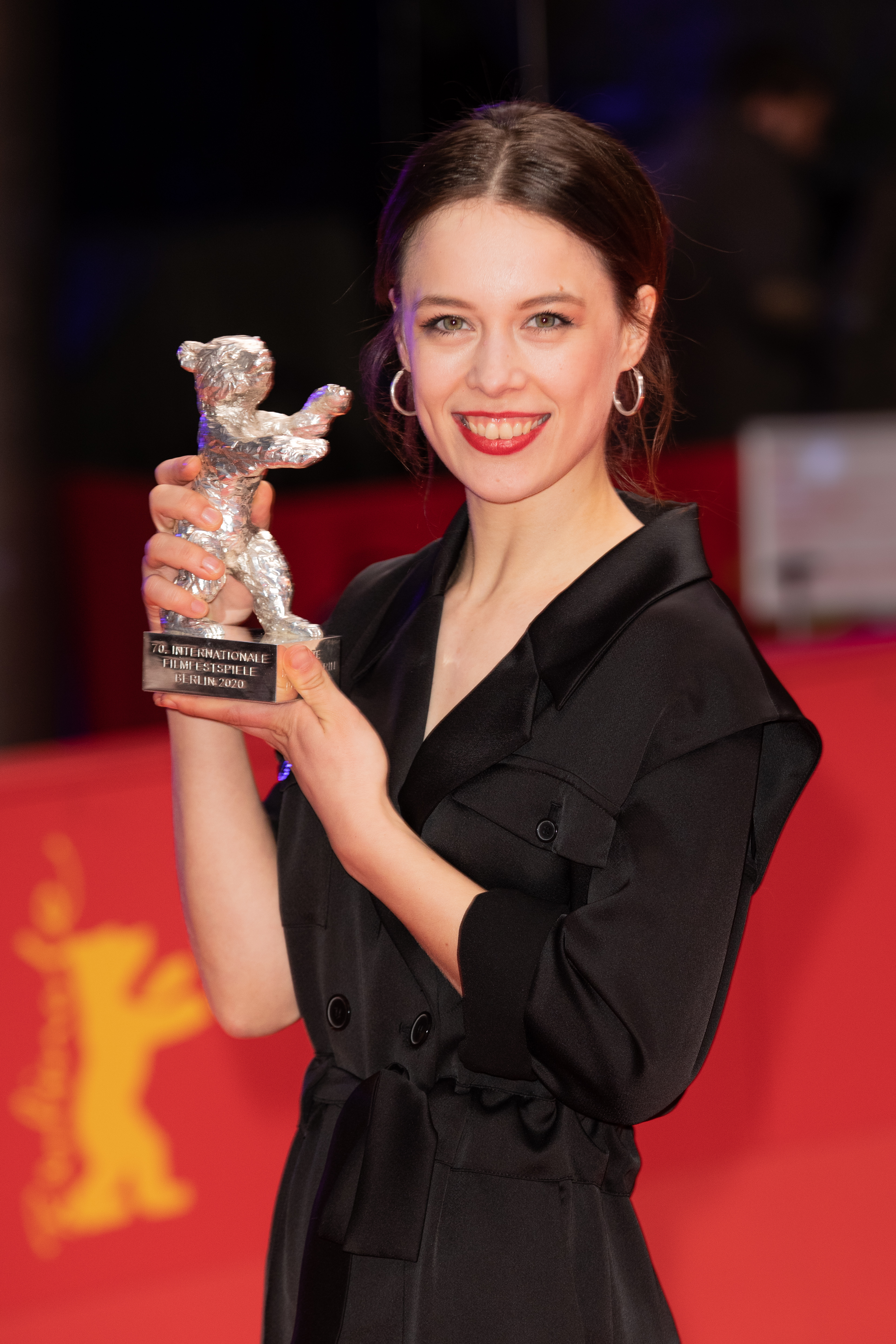
Paula Beer mit dem gewonnenen Silbernen Bären

Mit Undine konkurrierte Christian Petzold zum fünften Mal nach 2005, 2007, 2012 und 2018 um den Goldenen Bären, den Hauptpreis des Festivals. Hauptdarstellerin Paula Beer gewann den Silbernen Bären für die beste Darstellerin. Darüber hinaus wurde der Film mit dem FIPRESCI-Preis ausgezeichnet.
Noch vor seiner Veröffentlichung erhielt Undine auch eine Nominierung für den Fair Film Award 2020 in der Kategorie Spielfilm, hatte aber gegenüber der Polizeiruf-110-Folge Heilig sollt ihr sein das Nachsehen. Bei der Verleihung des Deutschen Filmpreises 2020 folgten Nominierungen in den Kategorien Bester Spielfilm und Beste Tongestaltung (Andreas Mücke-Niesytka, Martin Steyer, Dominik Schleier, Benjamin Hörbe, Bettina Böhler). Darüber hinaus erhielt Beer den Europäischen Filmpreis 2020 als beste Darstellerin, während der Film eine Nominierung erhielt.